# Équipe de Suisse de curling
L'équipe de Suisse de curling est la sélection qui représente la Suisse dans les compétitions internationales de curling.
En 2021, l'équipe nationale est classée comme nation numéro 2 chez les hommes et numéro 4 chez les femmes.

## Palmarès et résultats

### Palmarès masculin

#### Aux Jeux olympiques
| Année | Tour                   | Classement                          | J                | G                | P                |
| ----- | ---------------------- | ----------------------------------- | ---------------- | ---------------- | ---------------- |
| 1924  | Non participante       | Non participante                    | Non participante | Non participante | Non participante |
| 1998  | Vainqueure             | Médaille d'or, Jeux olympiques      | 9                | 7                | 2                |
| 2002  | Match pour la 3e place | Médaille de bronze, Jeux olympiques | 11               | 7                | 4                |
| 2006  | Round Robin            | 6e                                  | 9                | 5                | 4                |
| 2010  | Match pour la 3e place | Médaille de bronze, Jeux olympiques | 11               | 7                | 4                |
| 2014  | Round Robin            | 8e                                  | 9                | 3                | 6                |
| 2018  | Match pour la 3e place | Médaille de bronze, Jeux olympiques | 12               | 7                | 5                |
| 2022  | Round Robin            | 7e                                  | 9                | 4                | 5                |
| 2026  |                        |                                     |                  |                  |                  |
| Total | 7/8                    | -                                   | 70               | 40               | 30               |

| Jeux olympiques     | Skip              | Third               | Second               | Lead                 | Remplaçant        |
| ------------------- | ----------------- | ------------------- | -------------------- | -------------------- | ----------------- |
| Nagano 1998         | Patrick Hürlimann | Patrik Lörtscher    | Daniel Müller        | Diego Perren         | Dominic Andres    |
| Salt Lake City 2002 | Andreas Schwaller | Christof Schwaller  | Markus Eggler        | Damian Grichting     | Marco Ramstein    |
| Turin 2006          | Ralph Stöckli     | Claudio Pescia (de) | Pascal Sieber (de)   | Marco Battilana (de) | Simon Strübin     |
| Vancouver 2010      | Markus Eggler     | Jan Hauser          | Ralph Stöckli        | Simon Strübin        | Toni Müller       |
| Sotchi 2014         | Sven Michel       | Claudio Pätz        | Sandro Trolliet (en) | Simon Gempeler (en)  | Benoît Schwarz    |
| Pyeongchang 2018    | Peter de Cruz     | Claudio Pätz        | Benoît Schwarz       | Valentin Tanner      | Dominik Märki     |
| Pékin 2022          | Benoît Schwarz    | Peter de Cruz       | Sven Michel          | Valentin Tanner      | Pablo Lachat (en) |

#### Aux Championnats du monde
| Année | Tour                                        | Classement                                  | J                                           | G                                           | P                                           |
| ----- | ------------------------------------------- | ------------------------------------------- | ------------------------------------------- | ------------------------------------------- | ------------------------------------------- |
| 1959  | Non participante                            | Non participante                            | Non participante                            | Non participante                            | Non participante                            |
| 1960  | Non participante                            | Non participante                            | Non participante                            | Non participante                            | Non participante                            |
| 1961  | Non participante                            | Non participante                            | Non participante                            | Non participante                            | Non participante                            |
| 1962  | Non participante                            | Non participante                            | Non participante                            | Non participante                            | Non participante                            |
| 1963  | Non participante                            | Non participante                            | Non participante                            | Non participante                            | Non participante                            |
| 1964  | Round Robin                                 | 6e                                          | 5                                           | 0                                           | 5                                           |
| 1965  | Round Robin                                 | 5e                                          | 5                                           | 1                                           | 4                                           |
| 1966  | Round Robin                                 | 5e                                          | 6                                           | 2                                           | 4                                           |
| 1967  | Round Robin                                 | 8e                                          | 7                                           | 1                                           | 6                                           |
| 1968  | Round Robin                                 | 7e                                          | 7                                           | 2                                           | 5                                           |
| 1969  | Round Robin                                 | 5e                                          | 7                                           | 3                                           | 4                                           |
| 1970  | Round Robin                                 | 8e                                          | 7                                           | 1                                           | 6                                           |
| 1971  | Demi-finale                                 | 4e                                          | 9                                           | 4                                           | 5                                           |
| 1972  | Tir-break                                   | 5e                                          | 8                                           | 4                                           | 4                                           |
| 1973  | Round Robin                                 | 5e                                          | 9                                           | 5                                           | 4                                           |
| 1974  | Demi-finale                                 | 3e                                          | 10                                          | 9                                           | 1                                           |
| 1975  | Vainqueure                                  | Médaille d'or, monde                        | 11                                          | 8                                           | 3                                           |
| 1976  | Demi-finale                                 | 3e                                          | 10                                          | 7                                           | 3                                           |
| 1977  | Round Robin                                 | 5e                                          | 9                                           | 5                                           | 4                                           |
| 1978  | Round Robin                                 | 9e                                          | 9                                           | 3                                           | 6                                           |
| 1979  | Finale                                      | Médaille d'argent, monde                    | 11                                          | 7                                           | 4                                           |
| 1980  | Demi-finale                                 | 3e                                          | 10                                          | 7                                           | 3                                           |
| 1981  | Vainqueure                                  | Médaille d'or, monde                        | 11                                          | 8                                           | 3                                           |
| 1982  | Finale                                      | Médaille d'argent, monde                    | 12                                          | 7                                           | 5                                           |
| 1983  | Round Robin                                 | 8e                                          | 9                                           | 2                                           | 7                                           |
| 1984  | Finale                                      | Médaille d'argent, monde                    | 11                                          | 8                                           | 3                                           |
| 1985  | Round Robin                                 | 8e                                          | 9                                           | 4                                           | 5                                           |
| 1986  | Tie-break                                   | 5e                                          | 11                                          | 6                                           | 5                                           |
| 1987  | Round Robin                                 | 7e                                          | 9                                           | 4                                           | 5                                           |
| 1988  | Match pour la 3e place                      | 4e                                          | 11                                          | 5                                           | 6                                           |
| 1989  | Finale                                      | Médaille d'argent, monde                    | 11                                          | 7                                           | 4                                           |
| 1990  | Round Robin                                 | 6e                                          | 9                                           | 5                                           | 4                                           |
| 1991  | Round Robin                                 | 5e                                          | 9                                           | 5                                           | 4                                           |
| 1992  | Vainqueure                                  | Médaille d'or, monde                        | 11                                          | 8                                           | 3                                           |
| 1993  | Demi-finale                                 | 3e                                          | 11                                          | 6                                           | 5                                           |
| 1994  | Demi-finale                                 | 3e                                          | 10                                          | 8                                           | 2                                           |
| 1995  | Tie-break                                   | 6e                                          | 10                                          | 4                                           | 6                                           |
| 1996  | Match pour la 3e place                      | 3e                                          | 11                                          | 7                                           | 4                                           |
| 1997  | Round Robin                                 | 7e                                          | 9                                           | 3                                           | 6                                           |
| 1998  | Round Robin                                 | 6e                                          | 9                                           | 4                                           | 5                                           |
| 1999  | Match pour la 3e place                      | 3e                                          | 13                                          | 8                                           | 5                                           |
| 2000  | Round Robin                                 | 5e                                          | 9                                           | 4                                           | 5                                           |
| 2001  | Finale                                      | Médaille d'argent, monde                    | 11                                          | 7                                           | 4                                           |
| 2002  | Round Robin                                 | 5e                                          | 9                                           | 5                                           | 4                                           |
| 2003  | Finale                                      | Médaille d'argent, monde                    | 11                                          | 8                                           | 3                                           |
| 2004  | Round Robin                                 | 6e                                          | 9                                           | 3                                           | 6                                           |
| 2005  | Round Robin                                 | 7e                                          | 11                                          | 6                                           | 5                                           |
| 2006  | Round Robin                                 | 5e                                          | 11                                          | 6                                           | 5                                           |
| 2007  | Play-off                                    | 4e                                          | 12                                          | 7                                           | 5                                           |
| 2008  | Round Robin                                 | 11e                                         | 11                                          | 3                                           | 8                                           |
| 2009  | Match pour la 3e place                      | 4e                                          | 15                                          | 9                                           | 6                                           |
| 2010  | Round Robin                                 | 6e                                          | 11                                          | 5                                           | 6                                           |
| 2011  | Round Robin                                 | 7e                                          | 11                                          | 6                                           | 5                                           |
| 2012  | Round Robin                                 | 9e                                          | 11                                          | 3                                           | 8                                           |
| 2013  | Round Robin                                 | 5e                                          | 11                                          | 6                                           | 5                                           |
| 2014  | Match pour la 3e place                      | 3e                                          | 13                                          | 8                                           | 5                                           |
| 2015  | Round Robin                                 | 7e                                          | 11                                          | 5                                           | 6                                           |
| 2016  | Round Robin                                 | 9e                                          | 11                                          | 4                                           | 7                                           |
| 2017  | Match pour la 3e place                      | 3e                                          | 14                                          | 10                                          | 4                                           |
| 2018  | Round Robin                                 | 7e                                          | 12                                          | 6                                           | 6                                           |
| 2019  | Match pour la 3e place                      | 3e                                          | 14                                          | 10                                          | 4                                           |
| 2020  | Annulé en raison de la pandémie de Covid-19 | Annulé en raison de la pandémie de Covid-19 | Annulé en raison de la pandémie de Covid-19 | Annulé en raison de la pandémie de Covid-19 | Annulé en raison de la pandémie de Covid-19 |
| 2021  | Match pour la 3e place                      | 3e                                          | 16                                          | 10                                          | 6                                           |
| 2022  | Play-off                                    | 6e                                          | 13                                          | 6                                           | 7                                           |
| 2023  | Match pour la 3e place                      | 3e                                          | 14                                          | 12                                          | 2                                           |
| 2024  | Round Robin                                 | 7e                                          | 12                                          | 6                                           | 6                                           |
| 2024  | Finale                                      | Médaille d'argent, monde                    | 14                                          | 10                                          | 4                                           |
| Total | 61/65                                       | -                                           | 633                                         | 343                                         | 290                                         |

#### Aux Championnats d'Europe
| Année      | Tour                                        | Classement                                  | J                                           | G                                           | P                                           |
| ---------- | ------------------------------------------- | ------------------------------------------- | ------------------------------------------- | ------------------------------------------- | ------------------------------------------- |
| 1975 (de)  | Round Robin                                 | 5e                                          | 7                                           | 4                                           | 3                                           |
| 1976 (de)  | Vainqueure                                  | Médaille d'or, Europe                       | 10                                          | 9                                           | 1                                           |
| 1977 (de)  | Round Robin                                 | 7e                                          | 9                                           | 4                                           | 5                                           |
| 1978 (de)  | Vainqueure                                  | Médaille d'or, Europe                       | 10                                          | 10                                          | 0                                           |
| 1979 (de)  | Tie-break                                   | 5e                                          | 11                                          | 6                                           | 5                                           |
| 1980 (de)  | Round Robin                                 | 5e                                          | 11                                          | 7                                           | 4                                           |
| 1981 (de)  | Vainqueure                                  | Médaille d'or, Europe                       | 8                                           | 8                                           | 0                                           |
| 1982 (de)  | Match pour la 3e place                      | Médaille de bronze, Europe                  | 8                                           | 6                                           | 2                                           |
| 1983 (de)  | Vainqueure                                  | Médaille d'or, Europe                       | 8                                           | 7                                           | 1                                           |
| 1984 (de)  | Vainqueure                                  | Médaille d'or, Europe                       | 10                                          | 8                                           | 2                                           |
| 1985 (de)  | Match pour la 5e place                      | 5e                                          | 7                                           | 4                                           | 3                                           |
| 1986 (de)  | Vainqueure                                  | Médaille d'or, Europe                       | 8                                           | 7                                           | 1                                           |
| 1987 (de)  | Match pour la 3e place                      | Médaille de bronze, Europe                  | 8                                           | 5                                           | 3                                           |
| 1988 (de)  | Match pour la 3e place                      | Médaille de bronze, Europe                  | 10                                          | 6                                           | 4                                           |
| 1989 (de)  | Match pour la 5e place                      | 6e                                          | 7                                           | 4                                           | 3                                           |
| 1990 (de)  | Match pour la 5e place                      | 5e                                          | 8                                           | 5                                           | 3                                           |
| 1991 (de)  | Match pour la 3e place                      | Médaille de bronze, Europe                  | 8                                           | 5                                           | 3                                           |
| 1992 (de)  | Demi-finale                                 | Médaille de bronze, Europe                  | 7                                           | 4                                           | 3                                           |
| 1993 (de)  | Match pour la 3e place                      | Médaille de bronze, Europe                  | 8                                           | 5                                           | 3                                           |
| 1994 (de)  | Finale                                      | Médaille d'argent, Europe                   | 8                                           | 6                                           | 2                                           |
| 1995 (de)  | Finale                                      | Médaille d'argent, Europe                   | 8                                           | 6                                           | 2                                           |
| 1996 (de)  | Match pour la 3e place                      | Médaille de bronze, Europe                  | 8                                           | 5                                           | 3                                           |
| 1997 (de)  | Match pour la 5e place                      | 5e                                          | 8                                           | 5                                           | 3                                           |
| 1998 (de)  | Match pour la 5e place                      | 5e                                          | 8                                           | 5                                           | 3                                           |
| 1999 (de)  | Match pour la 3e place                      | 4e                                          | 8                                           | 5                                           | 3                                           |
| 2000 (de)  | Match pour la 3e place                      | 4e                                          | 11                                          | 7                                           | 4                                           |
| 2001 (de)  | Finale                                      | Médaille d'argent, Europe                   | 11                                          | 8                                           | 3                                           |
| 2002 (de)  | Round Robin                                 | 7e                                          | 9                                           | 3                                           | 6                                           |
| 2003 (de)  | Match pour la 3e place                      | 4e                                          | 11                                          | 6                                           | 5                                           |
| 2004 (de)  | Tie-break                                   | 7e                                          | 11                                          | 5                                           | 6                                           |
| 2005 (de)  | Match pour la 3e place                      | 4e                                          | 11                                          | 6                                           | 5                                           |
| 2006 (de)  | Vainqueure                                  | Médaille d'or, Europe                       | 11                                          | 9                                           | 2                                           |
| 2007 (de)  | Play-off                                    | 4e                                          | 10                                          | 6                                           | 4                                           |
| 2008       | Play-off                                    | 4e                                          | 10                                          | 6                                           | 4                                           |
| 2009       | Finale                                      | Médaille d'argent, Europe                   | 12                                          | 8                                           | 4                                           |
| 2010 (de)  | Match pour la 3e place                      | Médaille de bronze, Europe                  | 12                                          | 8                                           | 4                                           |
| 2011 (de)  | Round Robin                                 | 6e                                          | 10                                          | 5                                           | 5                                           |
| 2012 (de)  | Round Robin                                 | 5e                                          | 9                                           | 5                                           | 4                                           |
| 2013 (de)  | Vainqueure                                  | Médaille d'or, Europe                       | 12                                          | 9                                           | 3                                           |
| 2014 (de)  | Match pour la 3e place                      | Médaille de bronze, Europe                  | 11                                          | 7                                           | 4                                           |
| 2015 (de)  | Finale                                      | Médaille d'argent, Europe                   | 11                                          | 6                                           | 5                                           |
| 2016 (de)  | Match pour la 3e place                      | Médaille de bronze, Europe                  | 11                                          | 7                                           | 4                                           |
| 2017 (de)] | Match pour la 3e place                      | Médaille de bronze, Europe                  | 11                                          | 9                                           | 2                                           |
| 2018 (de)  | Round Robin                                 | 5e                                          | 9                                           | 5                                           | 4                                           |
| 2019 (de)  | Finale                                      | Médaille d'argent, Europe                   | 11                                          | 7                                           | 4                                           |
| 2020       | Annulé en raison de la pandémie de Covid-19 | Annulé en raison de la pandémie de Covid-19 | Annulé en raison de la pandémie de Covid-19 | Annulé en raison de la pandémie de Covid-19 | Annulé en raison de la pandémie de Covid-19 |
| 2021 (en)  | Round Robin                                 | 5e                                          | 9                                           | 5                                           | 4                                           |
| 2022 (en)  | Finale                                      | Médaille d'argent, Europe                   | 11                                          | 9                                           | 2                                           |
| 2023 (en)  | Match pour la 3e place                      | Médaille de bronze, Europe                  | 11                                          | 7                                           | 4                                           |
| 2024 (en)  | Match pour la 3e place                      | 4e                                          | 11                                          | 6                                           | 5                                           |
| Total      | 49/49                                       | -                                           | 467                                         | 305                                         | 162                                         |

### Palmarès féminin

#### Aux Jeux olympiques
| Année | Tour                   | Classement                         | J                | G                | P                |
| ----- | ---------------------- | ---------------------------------- | ---------------- | ---------------- | ---------------- |
| 1998  | Non participante       | Non participante                   | Non participante | Non participante | Non participante |
| 2002  | Finale                 | Médaille d'argent, Jeux olympiques | 11               | 8                | 3                |
| 2006  | Finale                 | Médaille d'argent, Jeux olympiques | 11               | 8                | 3                |
| 2010  | Match pour la 3e place | 4e                                 | 11               | 6                | 5                |
| 2014  | Match pour la 3e place | 4e                                 | 11               | 5                | 6                |
| 2018  | Round robin            | 7e                                 | 9                | 4                | 5                |
| 2022  | Match pour la 3e place | 4e                                 | 11               | 8                | 3                |
| 2026  |                        |                                    |                  |                  |                  |
| Total | 6/7                    | -                                  | 64               | 39               | 25               |

| Jeux olympiques     | Skip              | Third                 | Second                | Lead                  | Remplaçant          |    |
| ------------------- | ----------------- | --------------------- | --------------------- | --------------------- | ------------------- | -- |
| Nagano 1998         | NC                | NC                    | NC                    | NC                    | NC                  | NC |
| Salt Lake City 2002 | Luzia Ebnöther    | Mirjam Ott            | Tanya Frei            | Laurence Bidaud       | Nadia Röthlisberger |    |
| Turin 2006          | Mirjam Ott        | Binia Beeli           | Valeria Spaelty       | Michèle Moser         | Manuela Kormann     |    |
| Vancouver 2010      | Mirjam Ott        | Carmen Schäfer        | Carmen Küng           | Janine Greiner        | Irene Schori        |    |
| Sotchi 2014         | Mirjam Ott        | Carmen Schäfer        | Carmen Küng           | Janine Greiner        | Alina Pätz          |    |
| Pyeongchang 2018    | Silvana Tirinzoni | Esther Neuenschwander | Manuela Siegrist (de) | Marlene Albrecht (de) | Jenny Perret        |    |
| Pékin 2022          | Alina Pätz        | Silvana Tirinzoni     | Esther Neuenschwander | Melanie Barbezat      | Carole Howald       |    |

#### Aux Championnats du monde
| Année | Tour                                        | Classement                                  | J                                           | G                                           | P                                           |
| ----- | ------------------------------------------- | ------------------------------------------- | ------------------------------------------- | ------------------------------------------- | ------------------------------------------- |
| 1979  | Vainqueure                                  | Médaille d'or, monde                        | 13                                          | 10                                          | 3                                           |
| 1980  | Round robin                                 | 8e                                          | 9                                           | 2                                           | 7                                           |
| 1981  | Demi-finale                                 | 4e                                          | 10                                          | 6                                           | 4                                           |
| 1982  | Round robin                                 | 7e                                          | 9                                           | 4                                           | 5                                           |
| 1983  | Vainqueure                                  | Médaille d'or, monde                        | 11                                          | 10                                          | 1                                           |
| 1984  | Finale                                      | Médaille d'argent, monde                    | 13                                          | 8                                           | 5                                           |
| 1985  | Match pour la 3e place                      | 3e                                          | 11                                          | 9                                           | 2                                           |
| 1986  | Round robin                                 | 6e                                          | 9                                           | 4                                           | 5                                           |
| 1987  | Match pour la 3e place                      | 3e                                          | 11                                          | 7                                           | 4                                           |
| 1988  | Round robin                                 | 6e                                          | 9                                           | 5                                           | 4                                           |
| 1989  | Tie breaker                                 | 5e                                          | 10                                          | 5                                           | 5                                           |
| 1990  | Round robin                                 | 7e                                          | 9                                           | 4                                           | 5                                           |
| 1991  | Tie breaker                                 | 7e                                          | 10                                          | 5                                           | 5                                           |
| 1992  | Demi-finale                                 | 3e                                          | 10                                          | 6                                           | 4                                           |
| 1993  | Round robin                                 | 7e                                          | 9                                           | 3                                           | 6                                           |
| 1994  | Round robin                                 | 7e                                          | 9                                           | 4                                           | 5                                           |
| 1995  | Round robin                                 | 8e                                          | 9                                           | 4                                           | 5                                           |
| 1996  | Round robin                                 | 9e                                          | 9                                           | 3                                           | 6                                           |
| 1997  | Round robin                                 | 10e                                         | 9                                           | 2                                           | 7                                           |
| 1998  | Round robin                                 | 6e                                          | 9                                           | 4                                           | 5                                           |
| 1999  | Round robin                                 | 7e                                          | 9                                           | 4                                           | 5                                           |
| 2000  | Finale                                      | Médaille d'argent, monde                    | 11                                          | 7                                           | 4                                           |
| 2001  | Round robin                                 | 10e                                         | 9                                           | 0                                           | 9                                           |
| 2002  | Tie breaker                                 | 5e                                          | 11                                          | 6                                           | 5                                           |
| 2003  | Round robin                                 | 5e                                          | 9                                           | 4                                           | 5                                           |
| 2004  | Match pour la 3e place                      | 3e                                          | 11                                          | 7                                           | 4                                           |
| 2005  | Round robin                                 | 8e                                          | 11                                          | 4                                           | 7                                           |
| 2006  | Round robin                                 | 10e                                         | 11                                          | 3                                           | 8                                           |
| 2007  | Round robin                                 | 5e                                          | 11                                          | 6                                           | 5                                           |
| 2008  | Match pour la 3e place                      | 3e                                          | 13                                          | 10                                          | 3                                           |
| 2009  | Round robin                                 | 5e                                          | 11                                          | 6                                           | 5                                           |
| 2010  | Round robin                                 | 10e                                         | 11                                          | 3                                           | 8                                           |
| 2011  | Round robin                                 | 5e                                          | 12                                          | 7                                           | 5                                           |
| 2012  | Vainqueure                                  | Médaille d'or, monde                        | 14                                          | 10                                          | 4                                           |
| 2013  | Tie breaker                                 | 5e                                          | 13                                          | 7                                           | 6                                           |
| 2014  | Vainqueure                                  | Médaille d'or, monde                        | 14                                          | 11                                          | 3                                           |
| 2015  | Vainqueure                                  | Médaille d'or, monde                        | 13                                          | 12                                          | 1                                           |
| 2016  | Vainqueure                                  | Médaille d'or, monde                        | 13                                          | 11                                          | 2                                           |
| 2017  | Round robin                                 | 8e                                          | 11                                          | 5                                           | 6                                           |
| 2018  | Round robin                                 | 8e                                          | 12                                          | 5                                           | 7                                           |
| 2019  | Vainqueure                                  | Médaille d'or, monde                        | 15                                          | 11                                          | 4                                           |
| 2020  | Annulé en raison de la pandémie de Covid-19 | Annulé en raison de la pandémie de Covid-19 | Annulé en raison de la pandémie de Covid-19 | Annulé en raison de la pandémie de Covid-19 | Annulé en raison de la pandémie de Covid-19 |
| 2021  | Vainqueure                                  | Médaille d'or, monde                        | 15                                          | 14                                          | 1                                           |
| 2022  | Vainqueure                                  | Médaille d'or, monde                        | 14                                          | 14                                          | 0                                           |
| 2023  | Vainqueure                                  | Médaille d'or, monde                        | 14                                          | 14                                          | 0                                           |
| 2024  | Finaliste                                   | Médaille d'argent, monde                    | 14                                          | 11                                          | 3                                           |
| 2025  |                                             |                                             |                                             |                                             |                                             |
| Total | 46/46                                       | -                                           | 500                                         | 297                                         | 203                                         |

#### Aux Championnats d'Europe
| Année     | Tour                                        | Classement                                  | J                                           | G                                           | P                                           |
| --------- | ------------------------------------------- | ------------------------------------------- | ------------------------------------------- | ------------------------------------------- | ------------------------------------------- |
| 1975 (de) | Round robin                                 | 3e                                          | 6                                           | 4                                           | 2                                           |
| 1976 (de) | Round robin                                 | 5e                                          | 7                                           | 4                                           | 3                                           |
| 1977 (de) | Round robin                                 | Médaille d'argent, Europe                   | 7                                           | 6                                           | 1                                           |
| 1978 (de) | Finale                                      | Médaille d'argent, Europe                   | 10                                          | 7                                           | 3                                           |
| 1979 (de) | Vainqueure                                  | Médaille d'or, Europe                       | 10                                          | 8                                           | 2                                           |
| 1980 (de) | Round robin                                 | 6e                                          | 10                                          | 5                                           | 5                                           |
| 1981 (de) | Vainqueure                                  | Médaille d'or, Europe                       | 7                                           | 6                                           | 1                                           |
| 1982 (de) | Match pour la 3e place                      | 3e                                          | 8                                           | 6                                           | 2                                           |
| 1983 (de) | Match pour la 3e place                      | 3e                                          | 8                                           | 6                                           | 2                                           |
| 1984 (de) | Match pour la 3e place                      | 3e                                          | 8                                           | 6                                           | 2                                           |
| 1985 (de) | Vainqueure                                  | Médaille d'or, Europe                       | 10                                          | 7                                           | 3                                           |
| 1986 (de) | Finale                                      | Médaille d'argent, Europe                   | 8                                           | 5                                           | 3                                           |
| 1987 (de) | Match pour la 5e place                      | 5e                                          | 7                                           | 4                                           | 3                                           |
| 1988 (de) | Match pour la 3e place                      | 3e                                          | 8                                           | 6                                           | 2                                           |
| 1989 (de) | Finale                                      | Médaille d'argent, Europe                   | 8                                           | 5                                           | 3                                           |
| 1990 (de) | Match pour la 3e place                      | 3e                                          | 7                                           | 5                                           | 2                                           |
| 1991 (de) | Barrage groupes A/B                         | 6e                                          | 8                                           | 4                                           | 4                                           |
| 1992 (de) | Round robin                                 | 6e                                          | 6                                           | 2                                           | 4                                           |
| 1993 (de) | Finale                                      | Médaille d'argent, Europe                   | 8                                           | 5                                           | 3                                           |
| 1994 (de) | Match pour la 3e place                      | 4e                                          | 8                                           | 6                                           | 2                                           |
| 1995 (de) | Quarts de finale                            | 5e                                          | 6                                           | 4                                           | 2                                           |
| 1996 (de) | Vainqueure                                  | Médaille d'or, Europe                       | 8                                           | 7                                           | 1                                           |
| 1997 (de) | Quarts de finale                            | 5e                                          | 6                                           | 5                                           | 1                                           |
| 1998 (de) | Match pour la 3e place                      | 4e                                          | 9                                           | 6                                           | 3                                           |
| 1999 (de) | Match pour la 3e place                      | 3e                                          | 9                                           | 6                                           | 2                                           |
| 2000 (de) | Match pour la 3e place                      | 3e                                          | 9                                           | 6                                           | 3                                           |
| 2001 (de) | Match pour la 3e place                      | 3e                                          | 9                                           | 5                                           | 4                                           |
| 2002 (de) | Tie-break                                   | 5e                                          | 10                                          | 6                                           | 4                                           |
| 2003 (de) | Finale                                      | Médaille d'argent, Europe                   | 11                                          | 7                                           | 4                                           |
| 2004 (de) | Finale                                      | Médaille d'argent, Europe                   | 11                                          | 7                                           | 4                                           |
| 2005 (de) | Finale                                      | Médaille d'argent, Europe                   | 11                                          | 9                                           | 2                                           |
| 2006 (de) | Demi-finale                                 | 3e                                          | 11                                          | 7                                           | 4                                           |
| 2007 (de) | Play-off                                    | 4e                                          | 10                                          | 7                                           | 3                                           |
| 2008      | Vainqueure                                  | Médaille d'or, Europe                       | 11                                          | 9                                           | 2                                           |
| 2009      | Finale                                      | Médaille d'argent, Europe                   | 11                                          | 8                                           | 3                                           |
| 2010 (de) | Match pour la 3e place                      | 3e                                          | 11                                          | 8                                           | 3                                           |
| 2011 (de) | Round robin                                 | 7e                                          | 9                                           | 3                                           | 6                                           |
| 2012 (de) | Round robin                                 | 5e                                          | 9                                           | 6                                           | 4                                           |
| 2013 (de) | Match pour la 3e place                      | 3e                                          | 12                                          | 8                                           | 4                                           |
| 2014 (de) | Vainqueure                                  | Médaille d'or, Europe                       | 11                                          | 8                                           | 3                                           |
| 2015 (de) | Round robin                                 | 6e                                          | 9                                           | 4                                           | 5                                           |
| 2016 (de) | Round robin                                 | 6e                                          | 9                                           | 4                                           | 5                                           |
| 2017 (de) | Match pour la 3e place                      | 4e                                          | 11                                          | 7                                           | 4                                           |
| 2018 (de) | Finale                                      | Médaille d'argent, Europe                   | 11                                          | 10                                          | 1                                           |
| 2019 (de) | Match pour la 3e place                      | 3e                                          | 11                                          | 9                                           | 2                                           |
| 2020      | Annulé en raison de la pandémie de Covid-19 | Annulé en raison de la pandémie de Covid-19 | Annulé en raison de la pandémie de Covid-19 | Annulé en raison de la pandémie de Covid-19 | Annulé en raison de la pandémie de Covid-19 |
| 2021 (en) | Round Robin                                 | 5e                                          | 9                                           | 6                                           | 3                                           |
| 2022 (en) | Finale                                      | Médaille d'argent, Europe                   | 11                                          | 7                                           | 4                                           |
| 2023 (en) | Vainqueure                                  | Médaille d'or, Europe                       | 11                                          | 11                                          | 0                                           |
| Total     | 48/48                                       | -                                           | 435                                         | 297                                         | 138                                         |

### Palmarès double mixte

#### Aux Jeux olympiques
| Année | Tour        | Classement                         | J  | G | P |
| ----- | ----------- | ---------------------------------- | -- | - | - |
| 2018  | Finale      | Médaille d'argent, Jeux olympiques | 9  | 6 | 3 |
| 2022  | Round Robin | 7e                                 | 9  | 3 | 6 |
| Total | 2/2         | -                                  | 18 | 9 | 9 |

#### Aux Championnats du monde
| Année | Tour                                        | Classement                                  | J                                           | G                                           | P                                           |
| ----- | ------------------------------------------- | ------------------------------------------- | ------------------------------------------- | ------------------------------------------- | ------------------------------------------- |
| 2008  | Vainqueure                                  | Médaille d'or, monde                        | 9                                           | 9                                           | 0                                           |
| 2009  | Vainqueure                                  | Médaille d'or, monde                        | 10                                          | 10                                          | 0                                           |
| 2010  | 1/4 de finale                               | 5e                                          | 5                                           | 4                                           | 1                                           |
| 2011  | Vainqueure                                  | Médaille d'or, monde                        | 10                                          | 10                                          | 0                                           |
| 2012  | Vainqueure                                  | Médaille d'or, monde                        | 11                                          | 11                                          | 0                                           |
| 2013  | 1/4 de finale                               | 5e                                          | 9                                           | 8                                           | 1                                           |
| 2014  | Vainqueure                                  | Médaille d'or, monde                        | 10                                          | 9                                           | 1                                           |
| 2015  | Round robin                                 | 13e                                         | 9                                           | 5                                           | 4                                           |
| 2016  | Round robin                                 | 23e                                         | 6                                           | 3                                           | 3                                           |
| 2017  | Vainqueure                                  | Médaille d'or, monde                        | 10                                          | 10                                          | 0                                           |
| 2018  | Vainqueure                                  | Médaille d'or, monde                        | 11                                          | 10                                          | 1                                           |
| 2019  | 1/8 de finale                               | 9e                                          | 8                                           | 6                                           | 2                                           |
| 2020  | Annulé en raison de la pandémie de Covid-19 | Annulé en raison de la pandémie de Covid-19 | Annulé en raison de la pandémie de Covid-19 | Annulé en raison de la pandémie de Covid-19 | Annulé en raison de la pandémie de Covid-19 |
| 2021  | 1/4 de finale                               | 5e                                          | 10                                          | 5                                           | 5                                           |
| 2022  | Finale                                      | Médaille d'argent, monde                    | 11                                          | 8                                           | 3                                           |
| 2023  | Round robin                                 | 7e                                          | 9                                           | 7                                           | 2                                           |
| 2024  |                                             |                                             |                                             |                                             |                                             |
| Total | 15/15                                       | -                                           | 138                                         | 115                                         | 24                                          |

### Palmarès mixte

#### Aux Championnats du monde
| Année | Tour                                        | Classement                                  | J                                           | G                                           | P                                           |
| ----- | ------------------------------------------- | ------------------------------------------- | ------------------------------------------- | ------------------------------------------- | ------------------------------------------- |
| 2015  | 1/4 de finale                               | 5e                                          | 10                                          | 8                                           | 2                                           |
| 2016  | 1/4 de finale                               | 5e                                          | 9                                           | 7                                           | 2                                           |
| 2017  | Round robin                                 | 17e                                         | 7                                           | 4                                           | 3                                           |
| 2018  | 1/4 de finale                               | 5e                                          | 10                                          | 7                                           | 3                                           |
| 2019  | 1/4 de finale                               | 5e                                          | 9                                           | 7                                           | 2                                           |
| 2020  | Annulé en raison de la pandémie de Covid-19 | Annulé en raison de la pandémie de Covid-19 | Annulé en raison de la pandémie de Covid-19 | Annulé en raison de la pandémie de Covid-19 | Annulé en raison de la pandémie de Covid-19 |
| 2021  | Annulé en raison de la pandémie de Covid-19 | Annulé en raison de la pandémie de Covid-19 | Annulé en raison de la pandémie de Covid-19 | Annulé en raison de la pandémie de Covid-19 | Annulé en raison de la pandémie de Covid-19 |
| 2022  | Match pour la 3e place                      | 3e                                          | 11                                          | 10                                          | 1                                           |
| 2023  | 1/8 de finale                               | 9e                                          | 8                                           | 5                                           | 3                                           |
| Total | 7/7                                         | -                                           | 64                                          | 48                                          | 16                                          |